# Gaetano Orlandi
Pour les articles homonymes, voir Orlandi.
Gaetano Orlandi, né vers 1786 probablement à Bologne et mort après 1842 dans la même ville, est un peintre néoclassique italien du XVIIIe et XIXe siècles.

## Biographie
Peu d'informations étaient connues sur ce peintre ornemaniste spécialisé dans les paysages qui étaient, selon plusieurs sources, bolognais. Né vers 1786, il est actif à l'Académie des beaux-arts de Bologne de 1805 à 1820 dans les cours d'ornement et de figure. En 1817, lors de la cérémonie de remise des prix de l'académie, il présente un ornement à l'aquarelle tiré de l’œuvre originale de son professeur Leandro Marconi (peintre), une marina à l’aquarelle tirée d'un dessin du professeur Luigi Busatti de l'Académie Pontificale ainsi qu'un paysage à l'huile. À un autre cérémonie, en 1819, il expose deux paysages à l'huile. La même année, il a figuré parmi les collaborateurs d'Antonio Basoli, qui se souvenait avoir eu un peintre paysagiste nommé Orlandi. Il a aussi œuvré à la Chartreuse de Bologne vers ces années-là en collaborant avec Napoleone Angiolini sur la tombe d'Antonio Vaccari. Des sources prouvent qu'en 1842, il était encore vivant puisqu'il a exposé cette année-la deux autres paysages à l'huile. Il a aussi été élève de Paolo Borroni.

## Œuvres
Liste non-exhaustive de ses gravures:
- Via Crucis, huile sur toile, XIXe siècle, Église Santa Maria Assunta de Lungavilla (it) [2]